# Suchoi Su-27
Die Suchoi Su-27 (russisch Сухой Су-27, NATO-Codename: Flanker) ist ein russischer, noch in der Sowjetunion entwickelter Luftüberlegenheitsjäger. Sie wurde als Gegenstück zur US-amerikanischen F-15 Eagle entwickelt und stellt bis heute das wichtigste Jagdflugzeug der russischen Luftstreitkräfte dar. Die Su-27 bildet die Grundlage für Suchois spätere sogenannte Serie 30 (Su-30, Su-33, Su-34, Su-35, Su-37).

## Geschichte

### Form und Einordnung
Die Su-27 ist um etwa 30 Prozent größer als die MiG-29, und das Verhältnis zwischen beiden Flugzeugen kann ähnlich gesehen werden wie das ihrer US-amerikanischen Gegenstücke F-15 Eagle und F-16 Fighting Falcon. Sie gleicht der F-15 in aerodynamischer und struktureller Hinsicht, obwohl sie große Erweiterungen an den Vorderkanten besitzt, welche die Wendigkeit erhöhen, besonders bei großen Anstellwinkeln. Die aerodynamische Auslegung verleiht dem Flugzeug die Fähigkeit zu spektakulären Flugzuständen, wie dem Kobramanöver. Der Flugzeugtyp ist fortgeschrittener als die MiG-29 und ausgestattet mit Fly-by-wire-Steuerung und einem Puls-Doppler-Such- und -Feuerleitradar vom Typ Fasotron NIIR Schuk oder NIIR N001, das look-down/shoot-down-Fähigkeit besitzt.
Genauso wie die MiG-29 hat sie einen IR-Such- und Verfolgungssensor.

### Entwicklung und Erprobung
Die Su-27 wurde vom Suchoi-Konstrukteur Michail Simonow aufgrund einer Ausschreibung von 1971 als Reaktion auf die F-14 entworfen, ursprünglich, um die Su-15 und MiG-23 in ihrer Rolle als Abfangjäger zu ersetzen. Neben Suchoi beteiligten sich noch die Konstruktionsbüros Mikojan-Gurewitsch mit der MiG-29 und Jakowlew mit der Jak-45 an dem Projekt. Der Prototyp Suchoi T-10-1 flog am 20. Mai 1977 erstmals (NATO-Codename Flanker-A), mit Wladimir Iljuschin, dem Sohn des sowjetischen Flugzeugkonstrukteurs Sergei Iljuschin, am Steuer. Der erste Entwurf T-10 mit geschwungenen Flügelspitzen und Zwillingsleitwerk zentral über den Triebwerksdüsen erwies sich als Flop. Weil die Avionik zu schwer ausfiel, konnte die projektierte instabile Auslegung nicht erreicht werden. Dadurch wurde die Wendigkeit grundlegend beeinträchtigt. Die ursprünglich ungekühlten Turbinenschaufeln verkrafteten die Hitzebelastung nicht und mussten durch zapfluftgekühlte Exemplare ersetzt werden. Da die Zapfluft dem Kompressor entnommen wird, erhöhte sich der Verbrauch und die Reichweite wurde weiter reduziert. Auch hatte der Entwurf T-10 eine mangelhafte seitliche Stabilität, der die Konstrukteure bei den späteren Serienprototypen T-10-S durch größere Seitenleitwerke, Finnen und die Verlegung vom Triebwerkbereich nach außen begegneten. Gleichzeitig zeigte sich, dass die LERX und die Tragflächen falsch ausgelegt waren. Der zweite Prototyp T-10-2 stürzte am 7. Juli 1978 ab, wobei der Testpilot Jewgeni Solowjow ums Leben kam. Der eigentliche Urahn der Su-27 ist die T-10-S, die am 20. April 1981 zum ersten Mal flog. Die Serienfertigung startete im Jahr 1982 im Gagarin-Flugzeugwerk in Komsomolsk. Die 1984 bei den Luftverteidigungsstreitkräften in Dienst gestellte Su-27PD ist mit Vorflügeln, umgekehrten eckigen Flügelspitzen mit Raketenaufhängungen und mit in Richtung Heckausleger gerückten Seitenleitwerken ausgestattet. 1989 wurde sie das erste Mal im Westen auf der Luft- und Raumfahrtmesse in Paris Le Bourget vorgeführt. Die Su-27PU ist ein zweisitziger Langstrecken-Abfangjäger. Weitere Varianten sind die Su-27IB (Jagdbomber) und die Su-27M (Mehrzweckversion). Die Su-30M ist ein für Bodenangriffe konzipiertes Flugzeug. Su-33 bezeichnet eine Variante für den Einsatz auf Flugzeugträgern. Der Prototyp Su-37 war das fortgeschrittenste Modell, jedoch stürzte die Maschine 2002 ab.

## Versionen

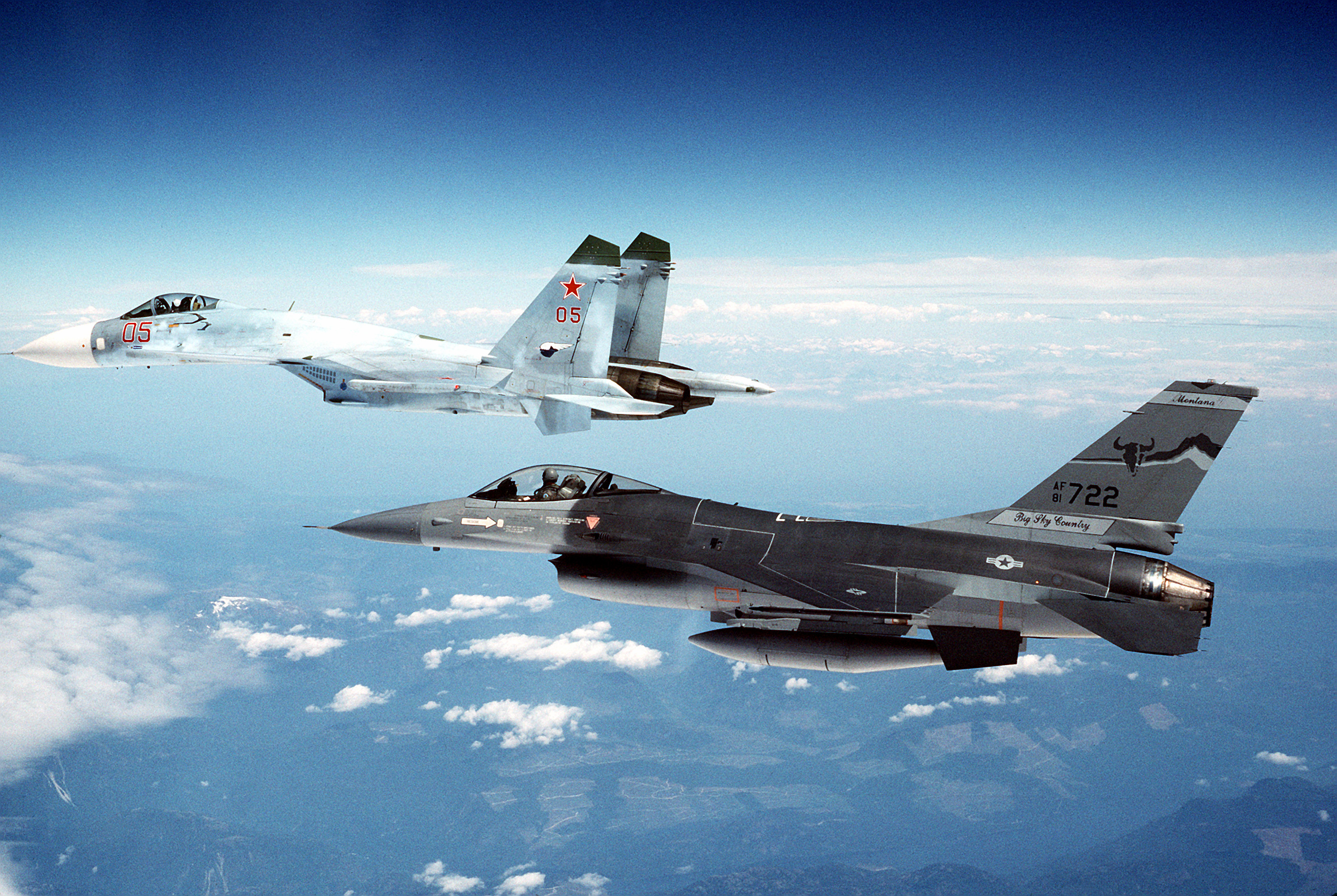
Sowjetische Su-27 und eine US-amerikanische F-16A, 1990

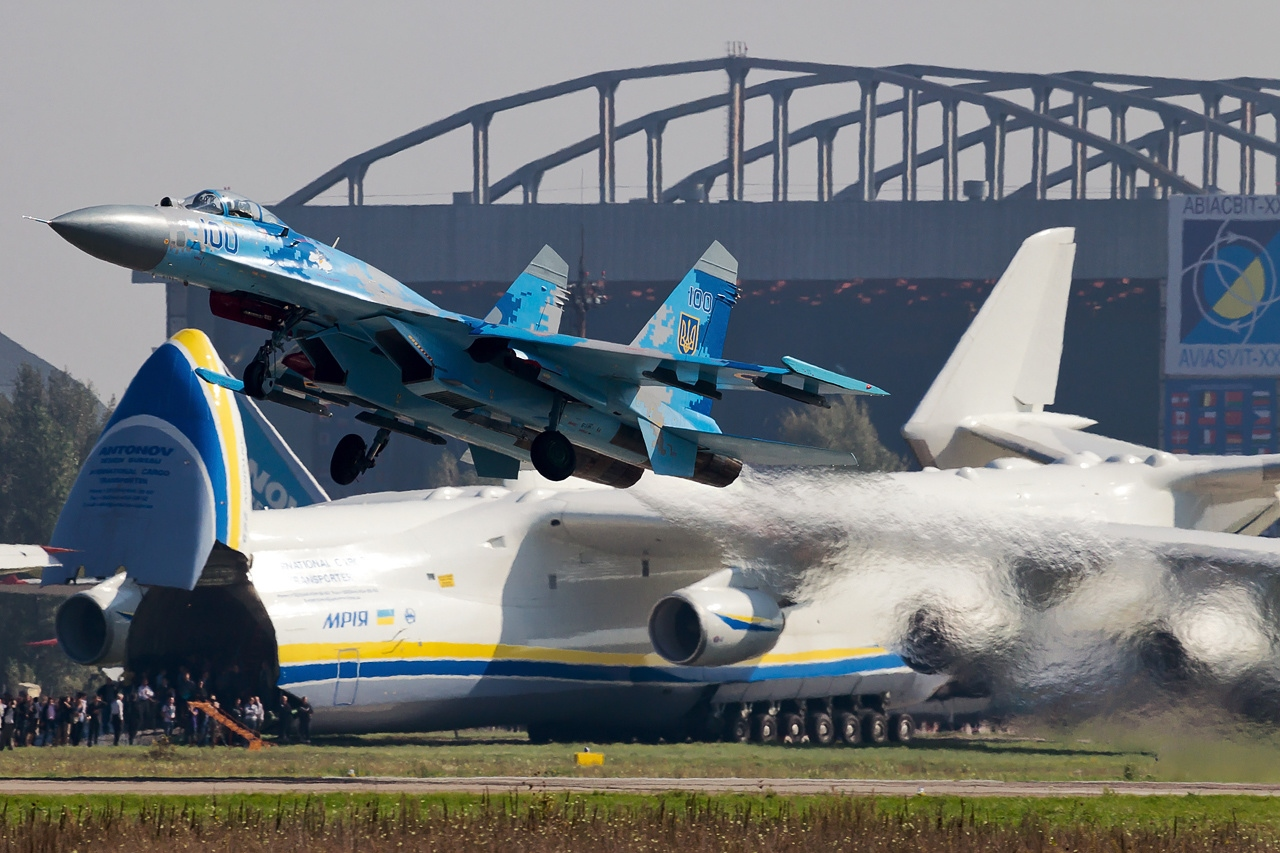
Su-27S der ukrainischen Streitkräfte, Kiew 2012

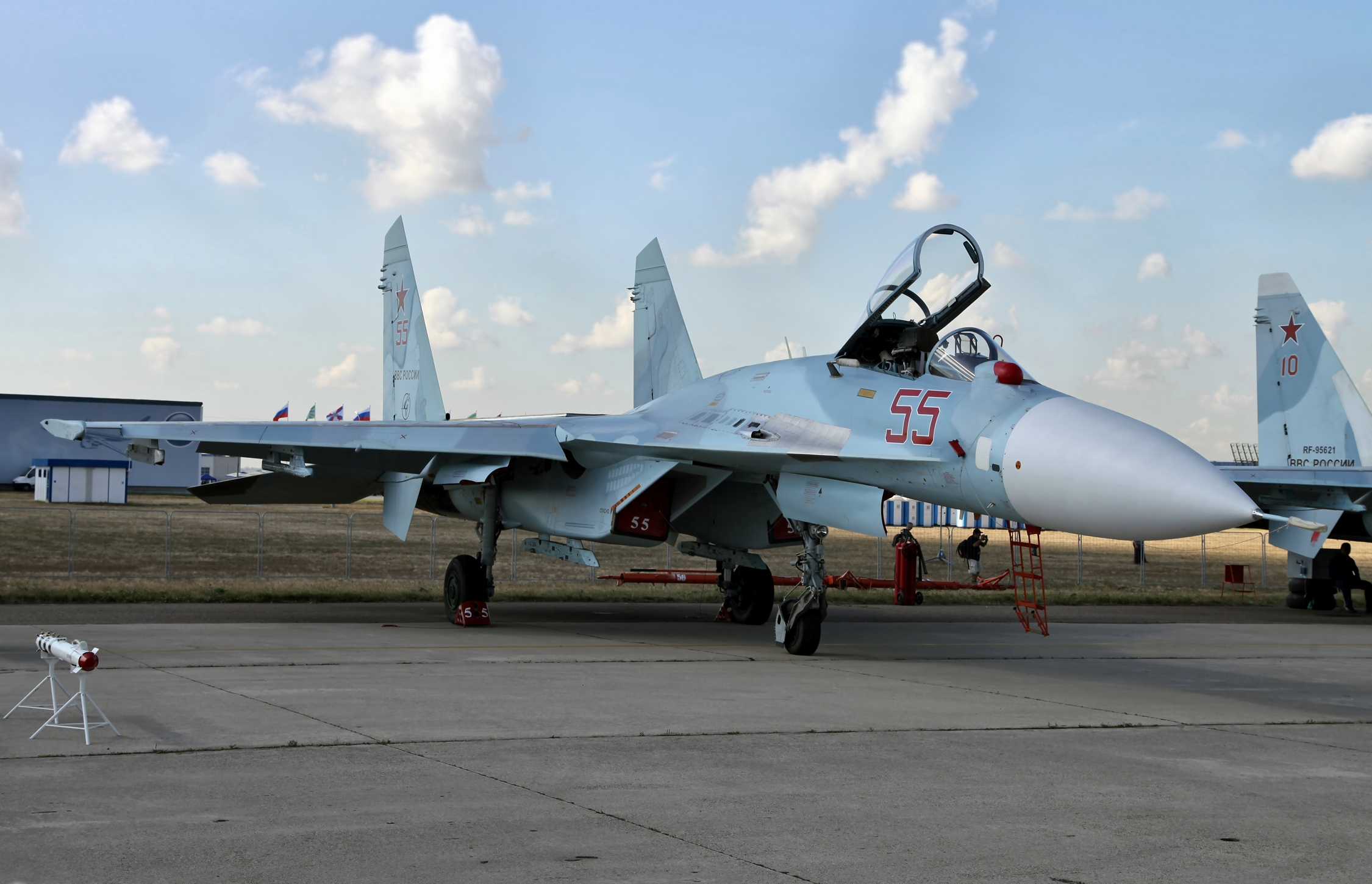
Su-27SM3

Su-27P (NATO-Codename: Flanker-A)
 Als erste Serienversion war diese rein auf den Luftkampf ohne Luft-Boden-Kampfmöglichkeiten ausgelegt. Als Abfang- bzw. Luftüberlegenheitsjäger wurden die Flugzeuge ab 1982 bei der sowjetischen Luftverteidigung in Dienst gestellt. Gemeinsam mit den neuen MiG-31 bildeten sie die Elite der Langstrecken-Luftverteidigung.
Su-27PD (Flanker-B)
Diese Version der Testflieger- und Kunstflugstaffel geben ihre Vorstellung auf fast allen großen Airshows auf der Welt. Sie sind unter anderem voll kampffähig und mit einer Luftbetankungsvorrichtung ausgerüstet.
Su-27S
Diese Version ist praktisch identisch mit der Su-27P, mit nur einem leicht modifizierten Waffensystem, das neben Luft-Luft-Raketen zumindest den Einsatz ungelenkter Luft-Boden-Raketen zur Bodenunterstützung erlaubt. Die Maschinen wurden ab 1985 bei den Frontfliegerkräften in Dienst genommen. Auch hier sind noch viele Maschinen im „Originalzustand“ bei den russischen Luftstreitkräften im Einsatz.
Su-27SK
Bei Su-27SK handelt es sich um eine leicht abgespeckte Exportversion der Su-27S. Abstriche wurden lediglich im Bereich der russischen Avionik gemacht, die jedoch durch französische oder israelische Systeme verbessert werden kann. Die Su-27SK steht in China, Vietnam, Äthiopien, Indonesien und Angola im Dienst.
Su-27M (Flanker-E)
Werksbezeichnung und Vorserienversion der Su-35, die als Prototyp zu Testzwecken eingesetzt wurde.
Su-27SM
Da nach dem Zerfall der Sowjetunion 1991 der Militäretat immer weiter gekürzt wurde, sind die meisten Flugzeuge immer noch auf dem technischen Stand, in dem sie bis 1994 ausgeliefert wurden. Die Exporte der erfolgreichen Su-27/30-Familie (vor allem nach China) gaben den russischen Luftstreitkräften (WWS) die Chance, ihre Flotte zu modernisieren. Zunächst bot IAPO an, Kampftrainer Su-27UB zu Mehrzweckjägern Su-27UBM zu modernisieren, was dann auch für 30 Maschinen bewilligt wurde. Dann jedoch entschieden sich die WWS zu Gunsten der Su-27SM und stornierten das UBM-Programm. Das SM-Programm wurde gemeinsam mit China finanziert, das seine Su-27SK seitdem auf SKM-Standard bringen ließ. Die erste Su-27SM flog am 27. Dezember 2002. Am 23. Dezember 2004 wurden die ersten sieben Su-27SM an die WWS übergeben. Vier Su-27SM gingen zum 4. ZBPiPLS (Zentrum für Gefechtsausbildung und Umschulung des fliegenden Personals) in Lipezk. Im Laufe des Jahres 2005 folgten zehn Maschinen, von denen vier zusammen mit Frontbombern Su-24M vom 18. bis 25. August 2005 am russisch-chinesischen Manöver Krylo-2005 teilnahmen. Seit Ende 2006 fliegen 24 Su-27SM beim 23. IAP auf der AB Dzjomgi bei Komsomolsk. Die Wahl des Stützpunktes war wohl mit der Nähe zum Werk zu erklären, falls Nachbesserungen anfielen. Nicht umsonst heißt es bei den WWS, dass beim 23. IAP der Service am besten sei. Vom 10. bis 12. Juli 2007 nahmen die Su-27SM des 23. IAP am Manöver Krylo 2007 teil, bei dem sie die Landung auf einer Fernstraße Chabarowsk–Komsomolsk trainierten. Die Modernisierung findet bei KnAAPO in Komsomolsk statt. Die Waffenlast steigt von sechs auf acht Tonnen.
Während der Modernisierung durchlaufen die Triebwerke AL-31F eine grundlegende Instandsetzung und werden auf den Standard AL-31FM1 modernisiert, bei dem eine reparaturfreie Betriebszeit von 1000 Stunden erreicht und der Schub auf 13,5 Tonnen erhöht wird. Nach dem Abschluss der Erprobungen wird weiterhin die Version AL-31FM2 mit 14,5 Tonnen Schub zur Verfügung stehen. Langfristig beabsichtigte das in Moskau ansässige Unternehmen Saljut mit der finalen Version des AL-31F, dem AL-31FM3, ein Triebwerk mit 15 Tonnen Schubkraft zu entwickeln, das ohne weitere Veränderungen in der Konstruktion des Flugzeugs für den Einbau in alle Modifikationen der Su-27-Familie geeignet sein soll.

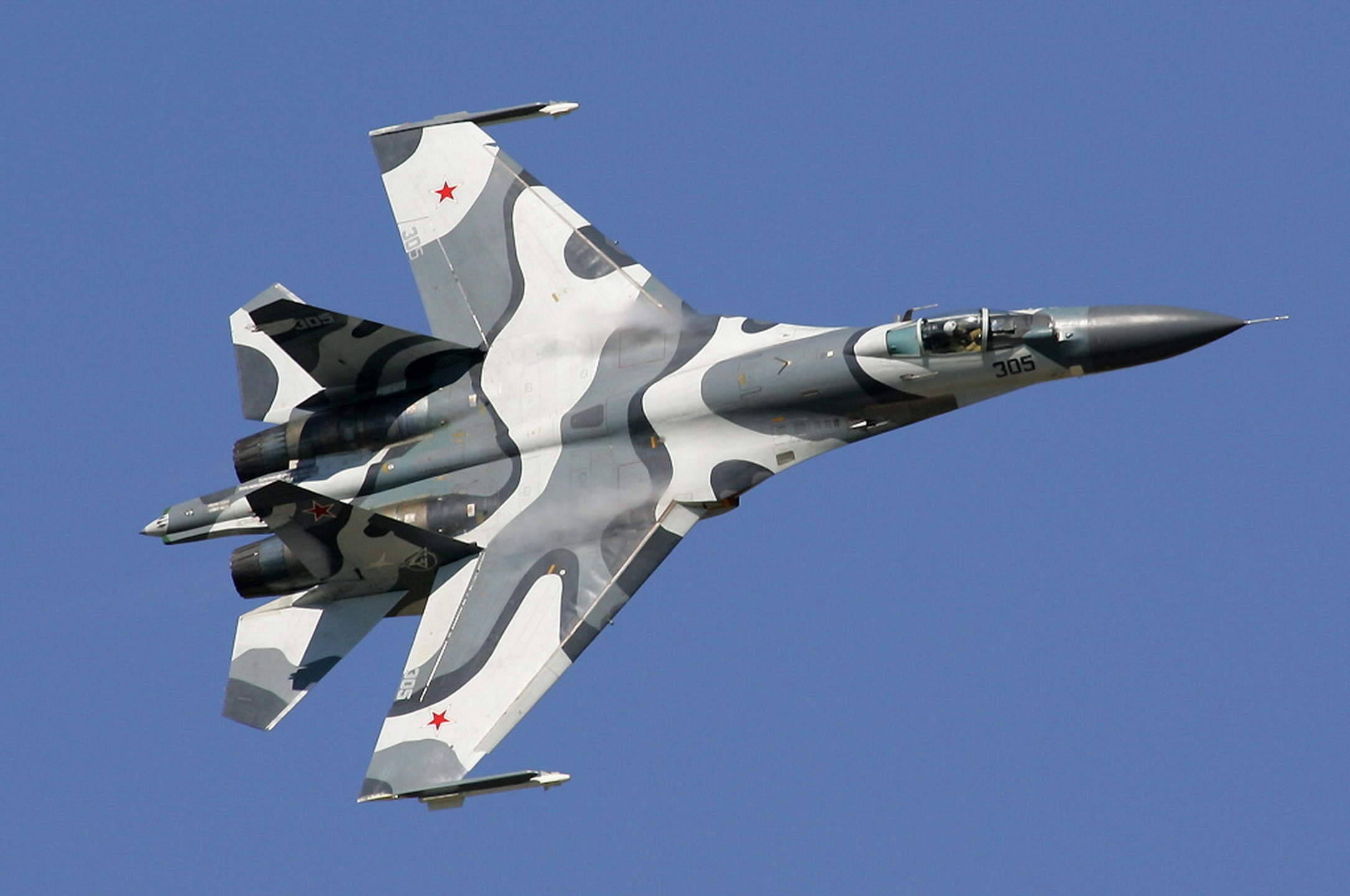
Su-27SKM, MAKS 2005

Su-27SKM
 Das ist die Exportversion der Su-27SM. Neben der Volksrepublik China verfügte Indonesien über acht Flugzeuge. Des Weiteren standen Indien und Lateinamerika als Exportmarkt im Visier.
Su-27SM2
Interne Bezeichnung innerhalb der russischen Luftwaffe für die Su-35BM.
Su-27UB
Erste Serienversion eines Kampftrainers der Su-27P und Su-27S.
Su-27PU
Ebenfalls eine Kampftrainerversion, allerdings mit Luftbetankungsvorrichtung. Später produziert bzw. bekannt als Su-30.
Su-27UBK
Exportversion der Su-27UB und Kampftrainer für die Su-27SK.
Su-27UBM
Version vom Kampftrainer zum Mehrzweckjäger. Die WWS entschieden sich 2001 zuerst für diese Version, stornierten jedoch dann wieder zu Gunsten der Su-27SM.
Su-27K (Flanker-D)
Werksbezeichnung der Su-33
Su-27KUB
Schiffsgestützter Kampftrainer mit nebeneinanderliegenden Sitzen, auch als Mehrzweckjäger verwendbar
Su-27SM3
Die Version verfügt über eine verstärkte Konstruktion, womit die maximale Startmasse um mindestens 3 Tonnen erhöht werden konnte, um u. a. modernere Luft-Luft- und Luft-Boden-Raketen mit vergrößerter Reichweite verwenden zu können. Das Flugzeug verfügt über modernisierte AL-31F-M1-Triebwerke, die über eine erhöhte Schubkraft und verlängerte Serviceintervalle verfügen. Des Weiteren wurde 13 analoge Anzeigen durch vier Flüssigkristallbildschirme (LCDs) ersetzt. Die Auslieferung der modernisierten Versionen, die im Dienst stehende Su-27S und Su-27SP ersetzen, begann im Februar 2011.
J-11
Chinesische Lizenzversion der Su-27SK, welche von Shenyang gebaut wird.

## Technische Daten
| Kenngröße                | Daten der Su-27P                                                                                                  | Daten der Su-27SM                                                                                             |
| ------------------------ | --- | --- |
| Typ                      | Luftüberlegenheitsjäger                                                                                           | Mehrzweckkampfflugzeug                                                                                        |
| Besatzung                | 1 | 1 |
| Länge                    | 21,94 m | 21,94 m |
| Spannweite               | 14,70 m | 14,70 m |
| Flügelfläche             | 62,04 m² | 62,04 m² |
| Flügelstreckung          | 3,48 | 3,48 |

Risszeichnung

Silhouette der Su-27

| Tragflächenbelastung     | - minimal (Leermasse): 264 kg/m² - nominal (normale Startmasse): 378 kg/m² - maximal (max. Startmasse): 491 kg/m² | - minimal (Leermasse): 272 kg/m² - nominal (normale Startmasse): k. A. - maximal (max. Startmasse): 532 kg/m² |
| Höhe                     | 5,93 m | 5,93 m |
| Leermasse                | 16.380 kg | 16.870 kg |
| normale Startmasse       | 23.430 kg | ca. 25.700 kg                                                                                                 |
| max. Startmasse          | 30.450 kg | ca. 33.000 kg                                                                                                 |
| Treibstoffkapazität      | ca. 9400 kg | ca. 9400 kg                                                                                                   |
| g-Limits                 | −3/+9g | −3/+9g |
| Höchstgeschwindigkeit    | Mach 2,35 bzw. 2496 km/h (auf 10.975 m Flughöhe)                                                                  | - Mach 2,15 bzw. 2284 km/h (auf 10.975 m Flughöhe) - Mach 1,1 bzw. 1345 km/h (auf Meereshöhe)                 |
| Dienstgipfelhöhe         | 18.500 m | 17.750 m |
| Steigrate                | 300 m/s | k. A. |
| Einsatzradius            | 1340 km | k. A. |
| Überführungsreichweite   | 3530 km | 3680 km |
| Triebwerke               | zwei Mantelstromtriebwerke Saturn/Ljulka AL-31F1                                                                  | zwei Mantelstromtriebwerke Saturn/Ljulka AL-31FM1                                                             |
| Schubkraft               | - mit Nachbrenner: 2 × 122,58 kN - ohne Nachbrenner: 2 × 74,50 kN                                                 | - mit Nachbrenner: 2 × 132,44 kN - ohne Nachbrenner: 2 × ca. 80 kN                                            |
| Schub-Gewicht-Verhältnis | - maximal (Leermasse): 1,48 - nominal (normale Startmasse): 1,07 - minimal (max. Startmasse): 0,82                | - maximal (Leermasse): 1,60 - nominal (normale Startmasse): 1,05 - minimal (max. Startmasse): 0,82            |

## Bewaffnung
Festinstallierte Bewaffnung im Bug
1 × 30-mm-Maschinenkanone Grjasew-Schipunow GSch-301 (9A-4071K) mit 150 Schuss Munition
Waffenzuladung von 6.000 kg an zehn Außenlaststationen

### Ab Su-27S
Luft-Luft-Lenkflugkörper
6 × AKU/APU-470-Startschienen für je eine GosMKB Wympel JSC R-27R1/ER1 (AA-10 „Alamo“) – halbaktiv radargelenkt für Langstrecken
2 × AKU/APU-470-Startschienen für je eine GosMKB Wympel JSC R-27T1/ET1 (AA-10 „Alamo“) – infrarotgesteuert für Langstrecken
4 × P-12-1-D-Startschienen für je eine GosMKB Wympel JSC R-73E/EL (AA-11 „Archer“) – infrarotgesteuert für Kurzstrecken
Ungelenkte Luft-Boden-Raketen
4 × GosMKB Wympel JSC B8M-1-Raketen-Rohrstartbehälter für je 20 × ungelenkte S-8-Luft-Boden-Raketen; Kaliber 80 mm
4 × GosMKB Wympel JSC B13L-Raketen-Rohrstartbehälter für je 5 × ungelenkte S-13-Luft-Boden-Raketen; Kaliber 122 mm
4 × PU-O-25-Raketen-Startbehälter für eine ungelenkte S-25OFM-Luft-Boden-Rakete; Kaliber 340 mm
diverse ungelenkte 100-kg-, 250-kg- und 500-kg-Bomben
ECM-Pods
2 × Störbehälter Sorbzja (ab Su-27P)

### Zusätzlich ab Su-27SM

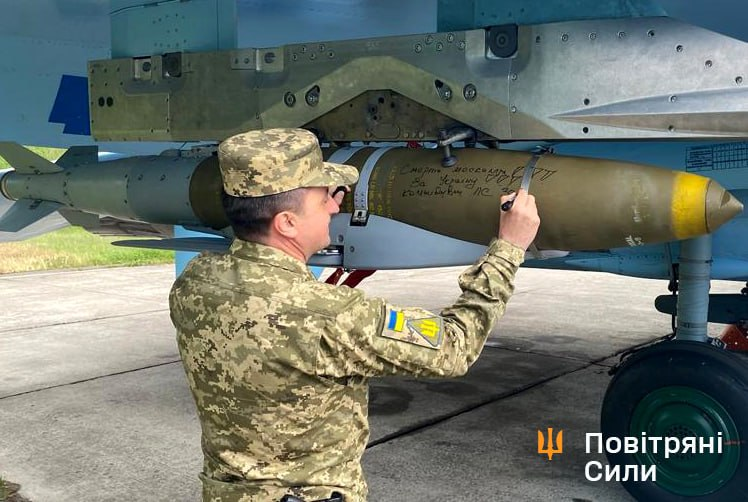
Eine JDAM-ER, die unter einer modifizierten Aufhängung einer ukrainischen Su-27

Luft-Luft-Lenkflugkörper
8 × AKU-170E-Startschienen für je eine GosMKB Wympel JSC R-77 (RVV-AE bzw. AA-12 „Adder“) – radargelenkt für Langstrecken
Gelenkte Bomben
3 × Region JSC KAB-500L – lasergelenkte 500-kg-Bombe
3 × Region JSC KAB-1500LG-F-E – lasergelenkte 1500-kg-Bombe
Externe Behälter
1 × APK-9ME-Datenübertragungsbehälter für Ch-59

## Selbstverteidigungssysteme

### Aktive Maßnahmen
Täuschkörperwerfer: Zwischen den Triebwerken sind im Hecksporn zwei größere Batterien Gorizont JSC APP-50A-Täuschkörperwerfer für 14 Blöcke zu je 3 × PRP-50, PPI-50 (50-mm-Täuschkörper) und mittig auf dem Wulst des Hecksporns ein Horizont-JSC APP-50MA-Täuschkörperwerfer (rechteckiger Behälter für je 12 × 50-mm-Hitzefackel-Täuschkörpern) eingebaut. Insgesamt sind 96 Täuschkörperpatronen vorhanden.

### Passive Maßnahmen
Radarwarnsensoren: 4 × Radarwarnsensor Omsk Plant „Automatika“ SPO-15LM (L006LM) „Berjosa“

## Rettungssystem
Jedem Piloten steht ein Zero-Zero-Schleudersitz Swesda JSC K-36DM mit integriertem Rundkappenfallschirm zum Notausstieg zur Verfügung.

## Einsätze

### Eritrea-Äthiopien-Krieg
Im Eritrea-Äthiopien-Krieg wurden vier MiG-29 aus Eritrea (geflogen von ukrainischen Söldnern) von Su-27 aus Äthiopien abgeschossen, die wiederum von russischen Söldnern geflogen wurden.

### Russischer Militäreinsatz in Syrien
Beim russischen Militäreinsatz in Syrien wurde im November 2015 mindestens eine Einheit mit drei Su-27SM3 nach Syrien verlegt. Inwiefern die Maschinen an Einsätzen beteiligt waren, ist nicht bekannt.

### Russischer Angriffskrieg gegen die Ukraine
Im russischen Angriffskrieg gegen die Ukraine seit 2022 setzen beide Kriegsparteien Su-27 ein. Die Kampfflugzeuge wurden durch die Ukrainer beispielsweise während der Angriffe auf die Energieinfrastruktur erfolgreich gegen Marschflugkörper eingesetzt. Im März 2023 wurde das Video einer russischen Partisanengruppe auf Telegram veröffentlicht, das die Zerstörung einer russischen Su-27 auf einem Luftwaffenstützpunkt nahe Artjom durch einen Brandanschlag am Boden zeigt. Nach Medienberichten gehörte das Flugzeug zum 22. Fliegerregiment. Eine weitere SU-27 UB wurde in der Nacht vom 25. auf den 26. Juli 2025 auf dem russischen Militär-Ausbildungsflugplatz Armawir in der Region Krasnodar durch einen Drohnenangriff in Brand gesetzt und zerstört.
Am 14. März 2023 waren mindestens zwei Su-27 an einem Zwischenfall über dem Schwarzen Meer beteiligt. Eine der Maschinen soll durch das Ablassen von Treibstoff und ein Rammmanöver eine MQ-9-Reaper-Drohne der US Air Force so schwer beschädigt haben, dass man die Drohne gezielt abstürzen lassen musste.
Seit dem Beginn des russischen Überfalls auf die Ukraine wurden bis Oktober 2024 zwei russische und 15 ukrainische Su-27 zerstört.

## Zwischenfälle
- 9. September 1990: Bei einer Airshow in Salgareda stürzte eine Su-27 ab, da der Pilot einen Looping zu tief ansetzte. Der Pilot Rimantas Stankevičius und ein Zuschauer wurden getötet.[16]
- 12. Juni 1999: Absturz bei einem Demonstrationsflug in unmittelbarer Bodennähe auf der Pariser Luftfahrtschau in Le Bourget bei Paris. Die Piloten konnten sich mit ihren Schleudersitzen retten.[17][18]
- 27. Juli 2002: Eine Su-27 stürzte beim bisher schwersten Unglück während einer Flugschau im ukrainischen Lwiw in die Zuschauermenge, 77 Menschen starben,[19] 292 weitere wurden verletzt.[20] Die Piloten konnten sich mit dem Schleudersitz retten. Sie wurden später zu 14 bzw. 8 Jahren Gefängnis verurteilt.[19][21]
- 15. September 2005: Absturz über Litauen, der Pilot konnte sich mit dem Schleudersitz retten.[22]
- 29. Juli 2008: Bei einem Routineflug stürzte eine Su-27 ab. Einer der Piloten wurde getötet.[23]
- 16. August 2009: Kollision zweier Su-27 der Kunstflugstaffel „Russkije witjasi“ (Russische Recken) bei den Proben zur MAKS 2009 nahe Moskau.[24] Ein Pilot kam ums Leben, zwei weitere Personen konnten sich mit dem Schleudersitz retten, einer davon schwer verletzt. Des Weiteren wurden mindestens fünf Personen am Boden verletzt, da einige Gebäude in Brand gerieten.[25] Der verunglückte Pilot war der bekannte Kunstflieger und Staffelführer Igor Tkatschenko. Daraufhin sagte die russische Kunstflugstaffel „Russkije Witjasi“ ihre Teilnahme an der Flugschau am 18. August 2009 ab.[26] Eine Hausbewohnerin erlag Tage später ihren schweren Brandverletzungen.[27]
- 30. August 2009: Bei einer Flugschau im polnischen Radom verlor eine Su-27 der Belarussischen Luftwaffe während eines Flugmanövers plötzlich an Höhe und stürzte in ein nahegelegenes Waldstück unweit eines Dorfes. Beide Piloten kamen ums Leben.[28][29]
- 14. Januar 2010: Absturz einer Maschine vom Typ Su-27SM im Gebiet Chabarowsk.[30]
- 9. Juni 2016: Absturz einer Su-27 der Kunstflugstaffel „Russkije Witjasi“. Der Pilot, Major Sergei Jerjomenko, kam ums Leben.
- 16. Oktober 2018: Eine ukrainische Su-27UB1M mit der taktischen Nummer Blaue 70 stürzte während eines Gewöhnungsfluges gegen 17 Uhr Ortszeit bei Ulaniw[31] in der Ukraine ab.[32] Beide Piloten, ein Ukrainer und ein US-Amerikaner, kamen dabei ums Leben. Der Amerikaner, Oberstleutnant Seth Nehring,[33] gehörte zur 194. Jagdstaffel des 144. Geschwaders der kalifornischen Nationalgarde, die mit F-15 an dem in der Westukraine stattfindenden Manöver Clear Sky 2018 teilnahm.[34] Der ukrainische Pilot war Oberst Iwan Mykolajowitsch Petrenko, der Kommandeur der Ostgruppe der ukrainischen Luftwaffe. Das Manöver wurde unterbrochen.[35] Der Flugrekorder der Su-27 wurde am 17. Oktober 2018 gefunden, die Unfallursache wird noch untersucht. Das Flugzeug kam erst im Juli 2018 aus der Werft.[36]
- 15. Dezember 2018: Im zentralukrainischen Gebiet Schytomyr stürzte eine Su-27 beim Landeanflug ab. Der Pilot kam ums Leben.[37]

## Nutzerstaaten
- Angola – Per Ende 2023 befand sich eine Su-27 im Dienst der Luftstreitkräfte.[38]
- Äthiopien – Per Ende 2023 befanden sich 20 Su-27 im Dienst der Luftstreitkräfte.[38]
- Volksrepublik China – Per Ende 2023 befanden sich 39 Su-27 Trainer und 95 J-11A/B (Lizenzkopie der Su-27) im Dienst der Luftstreitkräfte.[38]
- Eritrea – Per Ende 2023 befanden sich zwei Su-27 im Dienst der Luftstreitkräfte.[38]
- Kasachstan – Per Ende 2023 befanden sich 20 Su-27P und 4 Su-27UB im Dienst der Luftstreitkräfte.[39]:189[38]

- Russland – Per Ende 2023 befanden sich 56 Su-27 in den Versionen S, SP und UB, 10 Su-27UB, 47 Su-27SM und 24 Su-27SM3 im Dienst der Luftstreitkräfte und Marine.[40][41][38]
- Ukraine – Per Ende 2023 befanden sich 31 Su-27 in den Versionen P und UB im Dienst der Luftstreitkräfte.[42][43][38]
- Usbekistan – Per  Ende 2023 befanden sich 25 Su-27/UB im Dienst der Luftstreitkräfte.[38]
- Vietnam – Per Ende 2023 befanden sich 6 Su-27SK und 5 Su-27UBK im Dienst der Luftstreitkräfte.[39]:311[38]